# La Corta notte delle bambole di vetro
La Corta notte delle bambole di vetro és una pel·lícula italiana de giallo de 1971. És el debut com a director d'Aldo Lado i fou protagonitzada per Ingrid Thulin, Jean Sorel i Barbara Bach.

## Argument
El cadàver del periodista Gregory Moore (Jean Sorel) es troba en una plaça de Praga i es porta a la morgue local. Però Moore és realment viu, atrapat dins del seu cadàver i recordant desesperadament com la misteriosa desaparició de la seva bella xicota (Barbara Bach) va provocar una terrorífica conspiració de depravació. Comença a entrar per la seva ment. Com la sobtada desaparició de Mira va fer que la policia sospités d'ell. Aprofundeix cada cop més en la qüestió i descobreix un misteriós Klub99 que suposadament practica la música però en realitat és més sinistre. Acaba visitant el club de manera discreta i busca o almenys intenta escorcollar tots els racons del club. Però en última instància, Moore no aconsegueix buscar la mateixa habitació on el cos nu de la seva xicota desapareguda Mira està cobert de flors amb els seus ulls cidents mirant al sostre. Quan Moore se'n va, el conserge del club revisa el cos de Mira i lloa com és de bonica fins i tot després de la mort. En última instància, tot el fet rebota directament a Moore, cosa que el porta a un final encara més sinistre i impactant. Moore recorda que els patrons del club li van dir que utilitzaven la mort de dones joves com a part d'un mitjà per controlar el món i aixafar la llibertat allà on la trobin. A més, li diuen que quedarà atrapat a la seva ment, enterrat viu i es tornarà boig.

## Repartiment
- Ingrid Thulin – Jessica
- Jean Sorel – Gregory Moore
- Mario Adorf – Jacques Versain
- Barbara Bach – Mira Svoboda
- Fabijan Šovagović – Professor Karting
- José Quaglio – Valinski
- Relja Bašić – Ivan
- Piero Vida – comissari Kierkoff
- Daniele Dublino – Doctor

## Producció
La història original de la pel·lícula va tenir lloc a Sardenya amb una història d'Aldo Lado descrita com una història sobre Sicília i la màfia. Després dels esdeveniments de la Primavera de Praga, Lado va ser enviat a Praga per buscar llocs per a una producció que mai es va fer. La pel·lícula va estar influenciada pel temps de Lado a Praga, i va passar per diversos esborranys. una titulada Le Notti di Malastrana va implicar el guionista Ernesto Gastaldi. Lado va sostenir que el guionista que va posar en forma el guió final va ser Sergio Bazzini, que no s'esmenta als crèdits.
El guió va passar per diversos directors inicialment. Primer va ser Maurizio Lucidi, seguit de Lado que inicialment va rebutjar l'oferta de dirigir. Aleshores, el guió es va lliurar a Antonio Margheriti que va intentar produir la pel·lícula i fer que Lado la rodés a Grècia. La pel·lícula va passar després al productor Enzo Doria que va aconseguir que Lado la dirigís. Lado inicialment volia tenir la pel·lícula com a coproducció italiana i txeca rodada a Praga. Va haver de recórrer al finançament iugoslau, rodant gairebé tota la pel·lícula a Zagreb, Ljubljana, amb escenes d'interior rodades a Roma. Finalment va tenir tres dies de rodatge a Praga amb Barbara Bach. La pel·lícula va trigar cinc setmanes a rodar-se en total.

## Llançament
La Corta notte delle bambole di vetro es va estrenar a Itàlia el 28 d'octubre de 1971 i a Alemanya Occidental el 30 de maig de 1972. La pel·lícula es va estrenar en DVD per Blue Underground el 26 de febrer de 2008.

## Recepció
Alison Nastasi de Shock Till You Drop ho va qualificar de "mossegar-se les ungles" i va escriure: "Lado està en el seu millor moment quan La Corta notte delle bambole di vetro s'enfronta als disturbis polítics i socials amb un simbolisme matisat." Noel Murray de The A.V. Club  va escriure: "La corta notte presagia Eyes Wide Shut en el seu relat d'un home deambulant per una ciutat a l'ombra mentre descobreix capes de sordidesa, i la metàfora social senzilla de la pel·lícula, els escenografies imaginatives i el final inquietant la converteixen en un excel·lent exemple de desviar el suspens." Maitland McDonagh de TV Guide la va puntuar amb  3/5 estrelles i va anomenar el final "autènticament impactant". AllMovie va elogiar l'ús de la tensió per part de la pel·lícula en contraposició al gore i la violència comuns al subgènere.